# Bartosz Florczak
Bartosz Florczak (ur. 20 grudnia 2002 w Sanoku) – polski hokeista, reprezentant Polski.

## Kariera
- STS Sanok do lat 16 (2016/2017)
- UKS Niedźwiadki MOSiR Sanok do lat 20 (2017-2019)
- PZHL Katowice do lat 23 (2018/2019, 2019/2020)
- UKS Niedźwiadki MOSiR Sanok do lat 18 (2019/2020)
- KH 58 Sanok (2019/2020)
- UKS Niedźwiadki MOSiR Sanok (2020-2023)
- STS Sanok (2020-2025)
- Unia Oświęcim (2025-)

Wychowanek klubu UKS Niedźwiadki MOSiR Sanok. W barwach tego klubu podjął występy w polskich ligach juniorskich. Ponadto został zawodnikiem zespołu KH 58 Sanok, występującego w 2. ligi słowackiej. Równolegle występował w barwach drużyny PZHL Katowice do lat 23. Od 2020 etatowy zawodnik seniorskiej drużyny STS Sanok. W czerwcu 2023 podpisał nowy kontrakt z klubem. W kwietniu 2025 ogłoszono, że podpisał trzyletnią umowę z Unią Oświęcim.
W barwach reprezentacji Polski do lat 18 uczestniczył w turniejach mistrzostw świata juniorów do lat 18 edycji 2019 (Dywizja IIA). W barwach reprezentacji Polski do lat 20 uczestniczył w turnieju mistrzostw świata juniorów do lat 20 edycji 2022 (Dywizja IB). 
11 listopada 2023 zadebiutował w reprezentacji seniorskiej w meczu towarzyskim przeciw Litwie.

## Osiągnięcia
Reprezentacyjne
- Awans do mistrzostw świata juniorów do lat 18 Dywizji I Grupy B: 2019

Klubowe
- Złoty medal mistrzostw Polski juniorów starszych: 2019
- Srebrny medal l mistrzostw Polski juniorów młodszych: 2020